# Alquife (kommunhuvudort)
Alquife är en kommunhuvudort i Spanien.   Den ligger i provinsen Provincia de Granada och regionen Andalusien, i den södra delen av landet, 400 km söder om huvudstaden Madrid. Alquife ligger 1 202 meter över havet och antalet invånare är 813.
Terrängen runt Alquife är varierad. Runt Alquife är det glesbefolkat, med 10 invånare per kvadratkilometer. Närmaste större samhälle är Guadix, 13,4 km norr om Alquife. Omgivningarna runt Alquife är i huvudsak ett öppet busklandskap.